# زبان اشاره سنگاپوری
زبان اشاره سنگاپوری زبان اشاره‌ای است که توسط ناشنوایان و کم شنوایان، در سنگاپور استفاده می‌شود.